# Алаџами
Алаџами (тур. Alacami) је насељено место у округу Сандикли у вилајету Афјонкарахисар, Турска. Према попису из 2020. било је 114 становника.
Алаџами настањују Бошњаци, чији су се преци доселили почетком 20. века из села Крушевљани код Невесиња, Мостара, Сарајева и Бијелог Поља.